# Мухаммад V аль-Гани
Абу́ Абдулла́х Мухаммад V ибн Ю́суф (араб. أبو عبد الله محمد بن يوسف‎), по прозвищу аль-Гани биллах (араб. الغني بالله‎; 4 января 1338 — 16 января 1391) — 8-й и 11-й эмир Гранады из династии Насридов, правивший с 1354 по 1359 год и с 1362 по 1391 год. Сын Юсуфа I.

## Биография
После убийства своего отца Мухаммад V вступил на трон, но реальное управление эмиратом было в руках у старого визиря Ридвана, поддерживавшего с кастильцами мир. В 1359 году в результате заговора Мухаммад V был выдворен из страны в Марокко.
В 1362 году уже при помощи кастильцев Мухаммад V возвращается в Гранаду. Утвердившись на престоле, он правил последующие 30 лет, большая часть его правления была отмечена гражданскими распрями и семейными раздорами. Эмир использовал династическую борьбу за кастильский престол между единокровными братьями Педро I Жестоким и Энрике II де Трастамара, чтобы вернуть Гранаде ряд территорий, утраченных в прошлые годы (Альхесирас с округой). В 1373 году подписал мир с Энрике II Кастильским.
В Альгамбре при Мухаммаде V, в её цитадели, появились Львиный двор и Миртовый двор, а также окружающие их павильоны в мавританском стиле. Пользовался репутацией покровителя искусства и культуры (его визирем был учёный-полимат Ибн аль-Хатиб). Умер в Гранаде в 1391 г. Трон унаследовал сын Абуль-Хаджадж аль-Мустагани Юсуф ибн Мухаммад V.